# District de Jeti-Ögüz
Le district de Jeti-Ögüz (en kirghize : Жети-өгүз району, sept taureaux) est un raion de la province d'Yssyk-köle dans le nord-est du Kirghizistan. Son chef-lieu est le village de Kyzyl-Suu. Sa superficie est de 14 499 km2, et 82 085 personne y résidaient en 2009.

## Géographie
Le district est établi sur la partie orientale de la chaîne Terskey Alatau. Le lac Yssyk Koul le borde au nord, tandis que le district d'Ak-Suu, la Chine, les districts d'At-Bachy, de Naryn et de Tong le jouxtent à partir du nord-est en tournant dans le sens des aiguilles d'une montre.

## Communautés rurales et villages
Le district d'Ak-Suu comprend 42 villages regroupés en 13 communautés rurales (aiyl okmotu), :
1. Ak-Debe (villages Munduz, Ak-Debe, An-Osten, Tilekmat)
2. Ak-Shyyrak
3. Barskoon (villages Barskoon et Karakol)
4. Darkan
5. Jargylchak (villages Ak Terek, Jenish, Kichi Jargylchak, Chong Jargylchak)
6. Jeti-Ögüz (villages Jeti-Ögüz, Ak-Kochkor, Jele-Debe, Kabak, Taldy-Bulak et Chyrak)
7. Yrdyk (villages Baltabay, Jon-Bulak, Kytay, Konkino et Yrdyk)
8. Lipenka (villages Lipenka, Bogatyrovka, Zelenyi Gay et Ichke-Bulun)
9. Orgochor (villages Orgochor, Boz-Beshik et Kurgak-Ayryk)
10. Kyzyl-Suu (villages Kyzyl-Suu, Jalgyz-Oruk, Kaynar et Pokrovskaya)
11. Aldashev (villages Saruu, Juuku et Issyk-Kel)
12. Svetlaya Polyana (villages Svetlaya Polyana et Chong Kyzyl-Suu)
13. Tamga (villages Tamga et Tosor)

## Galerie

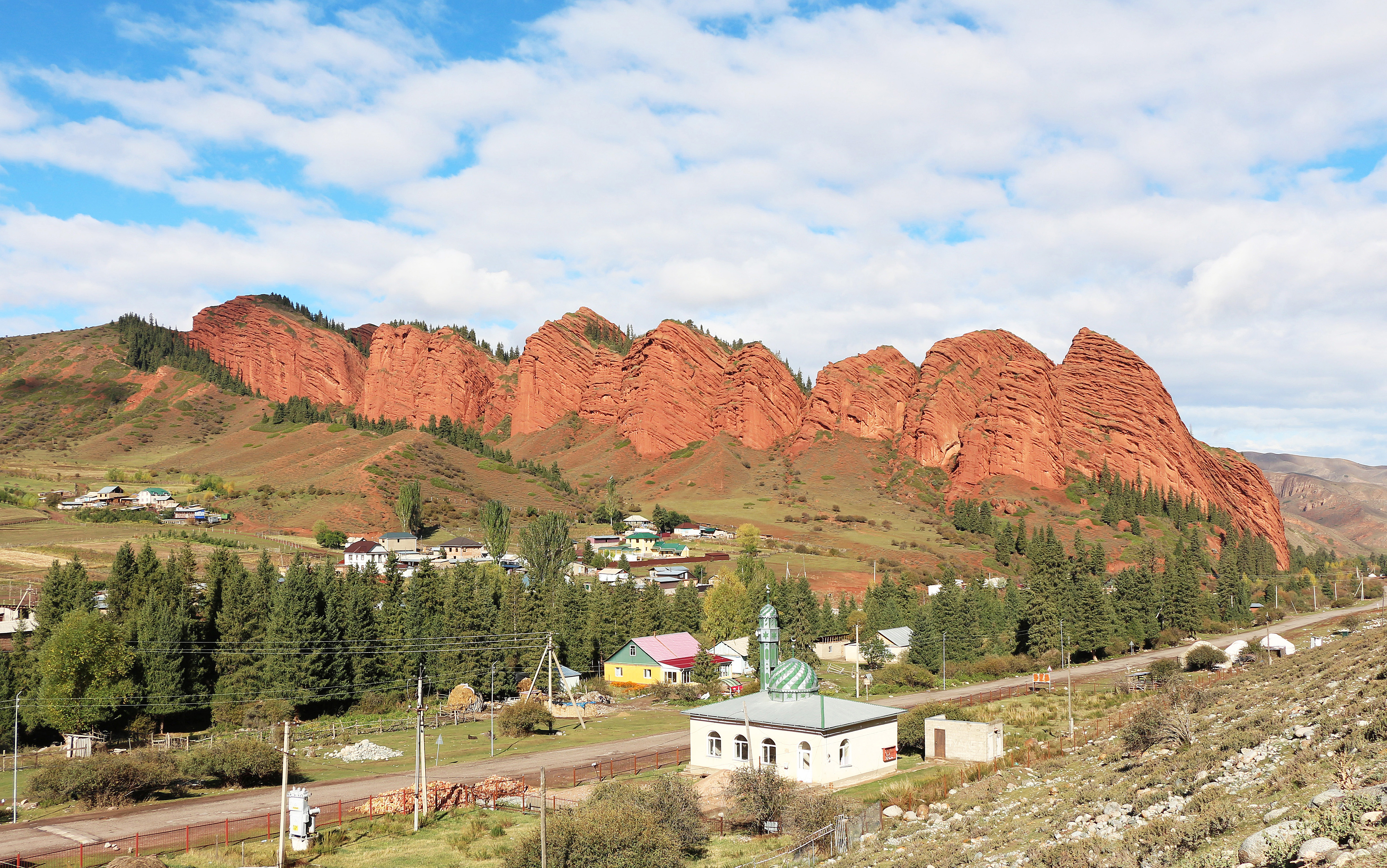
Les Sept Taureaux
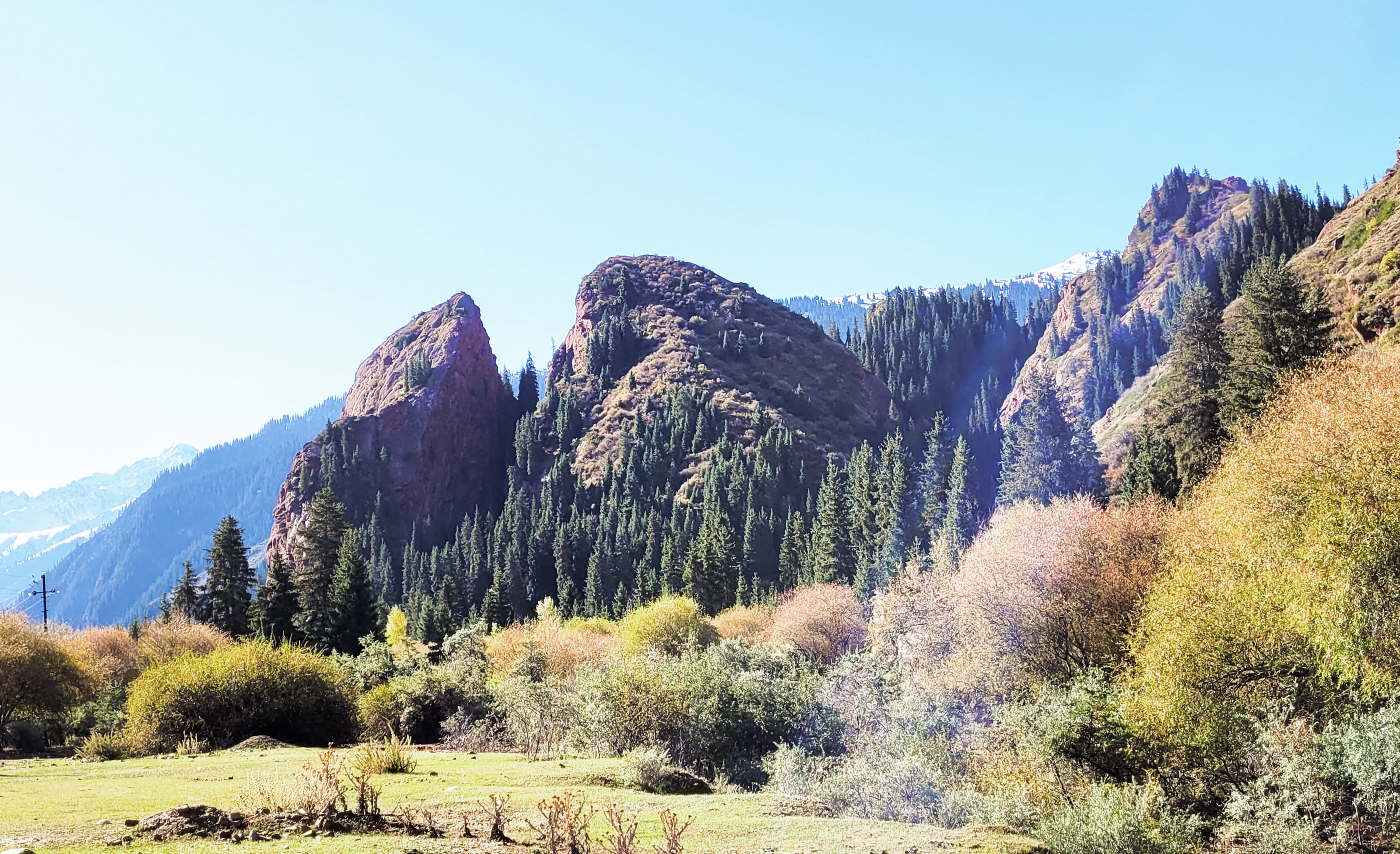
Le « Cœur brisé »
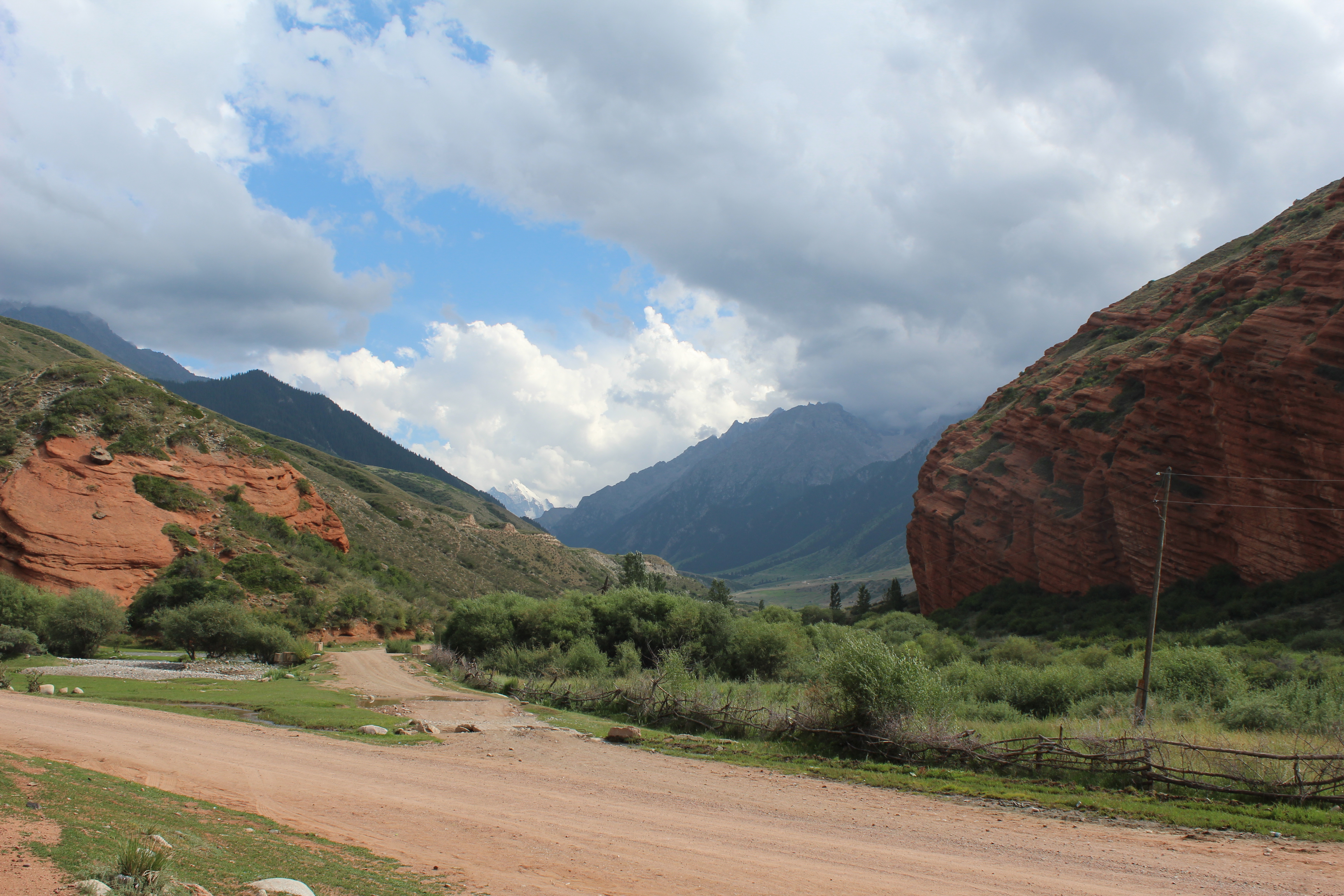
Au bout des gorges de Juuku
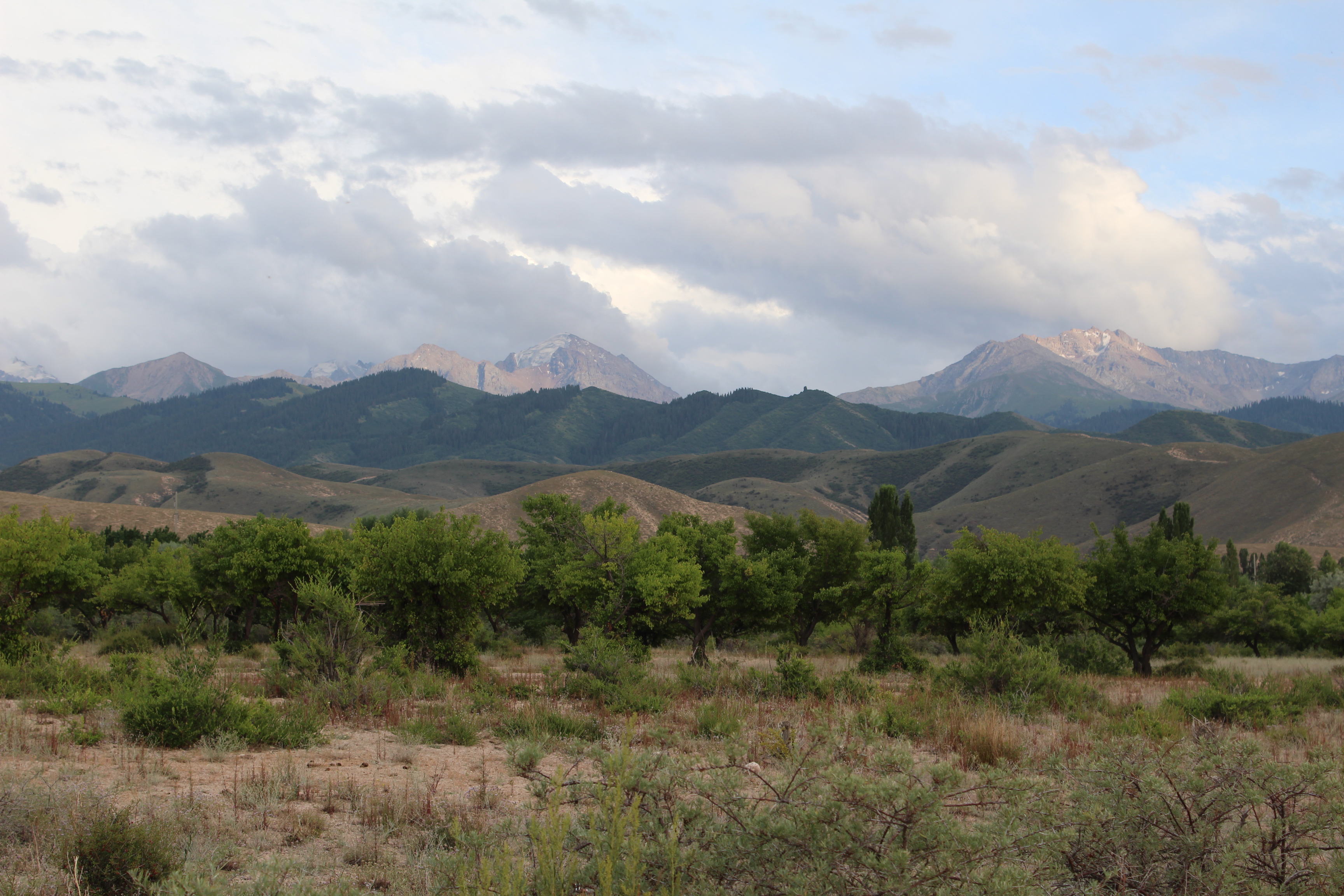
Les monts Teskey Ala-Too vus de la plage d'Ak Terek
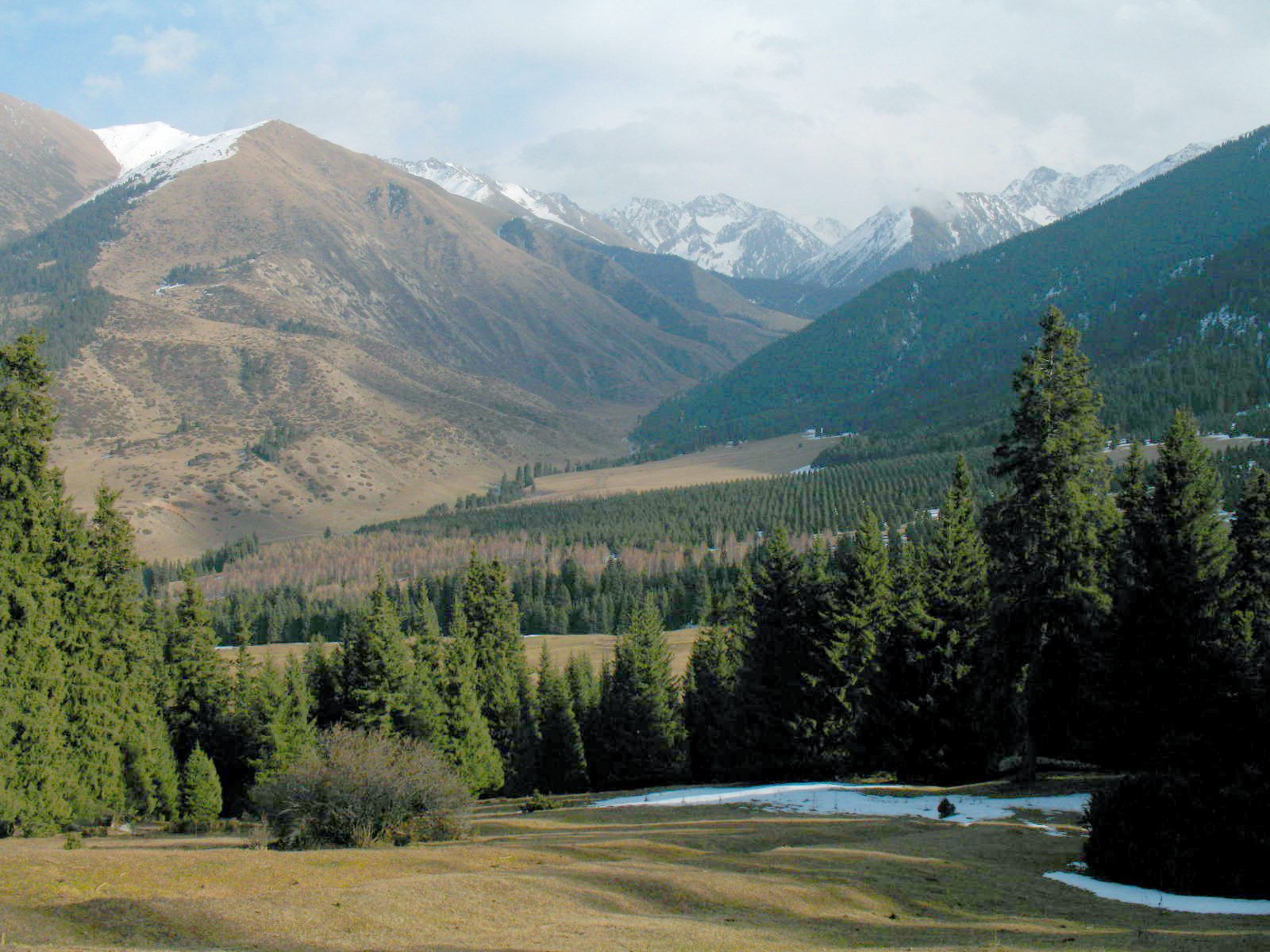
Formation rocheuse au sud du village de Jeti Ögüzrock